# Bury Me Here
Bury Me Here là tập thứ mười ba trong Phần 7 của series phim truyền hình The Walking Dead. Tập phim được phát sóng trên kênh AMC của Mỹ vào ngày 12 tháng 3 năm 2017. Khi phát sóng tại Mỹ, tập phim đã được 10,68 triệu người xem trong đó có 4,9 triệu người từ 18-49 tuổi.

## Nội dung tập
Nửa đêm, sau khi gặp một cơn ác mộng, Carol tỉnh dậy trên giường và trằn trọc không thể ngủ tiếp.
Sáng hôm sau, Morgan dạy cho Henry, em trai của Benjamin cách dùng gậy làm vũ khí. Cậu bé đã chịu khó dậy sớm tập luyện vì muốn được giống như anh trai mình.
Carol liền lên đường tới The Kingdom, tự tay giết 5 xác sống phía bên ngoài cổng và vội vàng vào trong đòi gặp Morgan. Cô hỏi ông ấy về lý do nhóm Rick tới đây và thắc mắc rằng liệu mọi người ở nhà có thực sự ổn như lời Daryl nói. Tuy nhiên, Morgan trả lời rằng cô nên đi hỏi trực tiếp Daryl. Ông bảo rằng nếu muốn, ông sẽ cùng cô trở về Alexandria. Nghe vậy, Carol liền bỏ đi. Trên đường rời khỏi, cô được Benjamin nhờ chỉ dạy cách chiến đấu để có thể tự tay giết được nhiều xác sống giống như ban nãy. Mặc dù vậy, Carol đã từ chối cậu.
Bên ngoài The Kingdom, cách đó không xa, Richard đang đào một chiếc hố tại một khoảng đất trống. Cạnh chiếc hố có một chiếc ba lô trẻ em với cái tên "Katy" được in ở mặt trước.
Một cư dân nữ tên Nabila tới để báo cho Ezekiel một tin không vui. Đó là có rất nhiều cây trồng của cộng đồng đang bị phá hoại bởi mọt. Họ sẽ buộc phải nhổ và đốt bớt cây đi để ngăn chúng sinh sôi và lan rộng sang những cây khác.
Benjamin tới tặng cho Morgan một bức họa mà cậu tìm được trong một lần đi tìm nhu yếu phẩm.
Trước khi lên đường cùng những người khác đi cống nạp đồ cho The Saviors, Richard xin lỗi Morgan vì trước đây đã to tiếng với ông. Mặc dù vậy, anh ấy vẫn cảnh báo rằng sẽ có một ngày Morgan phải ra tay giết chóc.
Khi vừa mới ra khỏi The Kingdom được một đoạn, xe của nhóm cống nạp buộc phải dừng lại khi thấy có hàng loạt xe đẩy hàng chặn ngang giữa đường. Ezekiel cùng những người khác cùng xuống xe và cẩn trọng rút súng ra. Họ từ từ di chuyển lại gần đám xe đẩy để tìm mối đe dọa xung quanh, với Richard là người đi sau cùng. Đột nhiên, cả nhóm nhìn thấy một hố chôn được đào sẵn cùng với tấm bảng ghi dòng chữ "Hãy chôn tôi ở đây". Ezekiel liền bình luận rằng thế giới hiện tại mà họ đang sống đã khiến nhiều người trở nên phát điên.
Sau khi đã dọn dẹp đám xe đẩy chặn ngang đường, cả nhóm lại lên xe và đến địa điểm hẹn với The Saviors, nơi chúng đang đợi sẵn. Mặc cho Ezekiel cố giải thích rằng họ gặp phải sự cố trên đường nên tới muộn, tên Gavin tỏ vẻ không mấy quan tâm. Khi Jerry yêu cầu hắn không được ngắt lời "nhà vua", anh ấy bị tên Jared dùng cây gậy của Morgan đập mạnh vào đầu. Trông thấy vậy, Benjamin tức giận lầm bầm chửi: "Đồ mặt chuột khốn nạn". Hắn nghe thấy những lời của cậu và nhìn chằm chằm với vẻ đe dọa.
Xem xét đống đồ cống nạp của The Kingdom xong, Gavin bảo rằng chúng cần phải tịch thu số súng của nhóm Ezekiel. Sau một hồi lưỡng lự, Ezekiel đành miễn cưỡng bảo những người khác làm theo yêu cầu của hắn. Lúc này, Gavin mới giải thích lý do cho việc tước súng là vì sắp sửa có việc xảy ra tác động đến tâm trạng của họ, và qua lần trước đó, hắn thấy rằng họ không giỏi trong việc kiểm soát cảm xúc cho lắm. Dù thỏa thuận trước đó là The Kingdom sẽ cống nạp cho The Saviors 12 trái dưa vàng trong buổi hôm nay, hắn chỉ đếm được thấy 11 trái ở đây. Mặc cho Ezekiel cố thanh minh rằng ông đã kiểm tra kỹ số lượng trước khi lên đường, Gavin bảo rằng hắn sẽ phải dạy cho họ một bài học ngay lúc này để biết đường rút kinh nghiệm. Tên Jared liền giơ súng lên chĩa vào mặt Richard. Dù Richard bảo rằng hắn cứ việc làm điều mình muốn, hắn bất ngờ chĩa súng sang bắn vào chân Benjamin.
Không chỉ nhóm của Ezekiel, Gavin cũng có phần sửng sốt khi thấy việc này. Hắn liền quát lớn bảo Jared trả lại gậy cho Morgan và quay vào ngồi yên trong xe. Vẫn tiếp tục "bài học" mà mình đang giảng dạy, Gavin bảo rằng kể từ sau bên The Kingdom phải mang đồ đến đầy đủ và đúng hẹn như những gì đã thỏa thuận, không được thiếu sót bất cứ thứ gì. Thấy Benjamin bị thương nặng và chảy máu liên tục, Ezekiel liền hứa sẽ mang trả hắn phần mà họ còn nợ.
Sau khi The Saviors rời đi, cả nhóm lập tức đưa Benjamin lên xe và đưa tới nhà của Carol. Trong lúc những người khác cố tìm cách cứu cậu, Richard đứng nhìn với vẻ sững sờ. Benjamin liền quay sang nhìn Morgan và nói với ông một câu mà cậu học được trong cuốn sách "The Art Of Peace": "Làm tổn hại kẻ địch, là ta làm tổn hại chính mình". Bất chấp nỗ lực của mọi người, cậu đã chết vì mất máu. Morgan bực dọc bỏ đi trong khi Carol nhìn theo ông với vẻ buồn bã.
Morgan một mình đi bộ trở lại chỗ mà lúc nãy cả nhóm nhìn thấy chiếc hố chôn được đào sẵn. Ông phát điên khi những hình ảnh về vợ, con trai cũng như chính bản thân trong quá khứ quay trở lại ám ảnh mình. Đã có lúc ông đưa dao lên cổ tay định cắt nhưng đã ngừng lại. Sau cùng, ông bực bội đá văng một chiếc hộp bên đường. Ngạc nhiên khi thấy quả dưa bị thiếu được giấu dưới chiếc hộp đó, Morgan mới chợt nhớ ra rằng chính Richard lúc nãy là người đi sau cùng trong nhóm và đã làm việc này.
Quay trở về nhà, Morgan tức tối tới tìm gặp Richard trong phòng anh ấy. Richard liền bày tỏ sự ăn năn vì hành động của mình đã hại chết Benjamin, trong khi suy tính ban đầu của anh ấy đã chuẩn bị sẵn tư tưởng về việc mình sẽ là người chịu hy sinh để trở thành động lực cho Ezekiel đưa quân tấn công The Saviors. Sau đó, Richard kể cho Morgan nghe về việc mất đi vợ của mình tại một trại tị nạn khi dịch bệnh mới bùng phát, và mất đi con gái không lâu sau đó khi đang vật vờ trên đường. Anh ấy tự trách bản thân rằng cái chết của họ đều là vì anh chỉ biết đứng nhìn mà không chịu làm gì cả, và đây là sai lầm mà anh ấy không muốn lặp lại. Cuối cùng, Richard cho rằng họ cần phải lấy lại lòng tin từ The Saviors, khiến chúng nghĩ rằng họ vẫn phục tùng chúng trong khi mặt khác liên minh cùng Alexandria và Hilltop bất ngờ tấn công. Anh ấy cũng khẳng định rằng đã đến lúc Morgan phải ra tay giết người.
Đêm hôm đó, sau khi nhìn thấy Ezekiel đang an ủi Henry về cái chết của anh trai cậu bé, Morgan trở về phòng và ngồi trên giường suy ngẫm.
Ngày hôm sau, nhóm đi cống nạp đồ của The Kingdom đặt quả dưa mà họ còn nợ The Saviors lên xe và quay trở lại địa điểm hẹn. Gavin liền hỏi về tình hình của Benjamin và được biết rằng cậu đã chết. Thoáng chút buồn bã lẫn tức giận, Gavin liền bảo tên Jared hãy tự đi bộ về và đe dọa sẽ giết hắn nếu hắn không tuân lệnh.
Khi Richard giao nạp quả dưa cho Gavin, Morgan liền dùng gậy đánh ngã anh ấy và bóp cổ Richard đến chết. Ông liền kể cho tất cả mọi người ở đó về việc chính Richard đã cố tình giấu quả dưa đi để tạo nên hiềm khích giữa hai bên, đồng thời gây nên cái chết của Benjamin. Morgan quay sang nói với Gavin rằng The Kingdom hiểu được những gì The Saviors muốn và sẽ tiếp tục làm theo yêu cầu của chúng.
Sau khi nhóm của Gavin đã rời khỏi, Morgan giải thích cho Ezekiel rằng Richard làm vậy vì nghĩ rằng mình sẽ là người hy sinh, nhưng không ngờ lại làm hại "Duane" - Morgan gọi nhầm Benjamin bằng tên con trai mình. Ông bảo những người khác hãy về trước và một mình kéo xác của Richard tới chiếc hố mà anh ấy đã đào sẵn trước đó. Morgan chôn cất thi thể Richard cùng với chiếc ba lô có in chữ "Katy".
Lát sau, Morgan tới nhà của Carol và kể toàn bộ sự thật cho cô biết về việc The Saviors giờ đây đã nắm quyền kiểm soát Alexandria và khiến Glenn, Abraham, Spencer và Olivia bỏ mạng. Đó cũng là lý do nhóm Rick tới The Kingdom trước đó - tìm đồng minh chiến đấu. Khi Morgan định rời khỏi với ý định tìm giết từng kẻ địch một, Carol đã thuyết phục ông ở lại và đổi chỗ cho mình.
Sau đó, Carol lên đường tới The Kingdom. Cô bảo với Ezekiel rằng mình chuyển đến đây để sẵn sàng cho chuyện sắp xảy ra: "Chúng ta phải chiến đấu". Ezekiel đồng tình với cô nhưng đáp rằng: "Nhưng không phải hôm nay". Sau đó, hai người họ cùng với Henry gieo những hạt giống mới thay thế cho những cây hỏng đã bị nhổ bỏ.
Trong khi đó, Morgan đang ngồi trước cửa căn nhà của Carol và dùng dao gọt sắc một đầu cây gậy của mình.

## Diễn viên

### Diễn viên chính
- Andrew Lincoln vai Rick Grimes*
- Norman Reedus vai Daryl Dixon*
- Lauren Cohan vai Maggie Rhee*
- Chandler Riggs vai Carl Grimes*
- Danai Gurira vai Michonne*
- Melissa McBride vai Carol Peletier
- Lennie James vai Morgan Jones
- Sonequa Martin-Green vai Sasha Williams*
- Alanna Masterson vai Tara Chambler*
- Josh McDermitt vai Eugene Porter*
- Christian Serratos vai Rosita Espinosa*
- Jeffrey Dean Morgan vai Negan*
- Seth Gilliam vai Gabriel Stokes*
- Ross Marquand vai Aaron*
- Austin Amelio vai Dwight*
- Tom Payne vai Paul Rovia*
- Xander Berkeley vai Gregory*

### Diễn viên định kỳ
- Khary Payton vai Ezekiel
- Logan Miller vai Benjamin
- Karl Makinen vai Richard

*Không xuất hiện trong tập này

### Các diễn viên phụ khác
- Cooper Andrews vai Jerry
- Carlos Navarro vai Alvaro
- Kerry Cahill vai Dianne
- Daniel Newman vai Daniel
- Jayson Warner Smith vai Gavin
- Joshua Mikel vai Jared
- Macsen Lintz vai Henry
- Nadine Marissa vai Nabila
- Jason Burkey vai Kevin

## Cái chết trong tập
- Benjamin
- Richard

## Đánh giá
"Bury Me Here" nhận được phản hồi tốt từ giới phê bình, với 83% trong số 29 bài đánh giá trên trang Rotten Tomatoes mang tính tích cực. Các chuyên gia đánh giá cao diễn xuất của Melissa McBride (Carol) và Lennie James (Morgan), đồng thời nhận định cách mà biên kịch tạo dựng tình huống dẫn đến sự thay đổi lớn và cần thiết của cả hai nhân vật này là hợp lý.

## Bên lề
- Lần xuất hiện đầu tiên của: Nabila.
- Tên của tập phim - "Bury Me Here" đến từ việc Richard đào sẵn một chiếc hố để chôn mình với tấm bảng ghi "Hãy chôn tôi ở đây".
- Đây là tập phim thứ 16 trong toàn bộ series mà Rick Grimes không xuất hiện.
- Tập phim này có thời lượng phát sóng trên truyền hình là 67 phút (bao gồm cả quảng cáo), dài hơn nếu so với một tập phim thông thường có độ dài 60 phút.
- Tập phim này vốn được dự định là tập thứ 14 của Phần 7 trước khi bị hoán đổi vị trí với tập "The Other Side" tuần sau đó vì một lý do không rõ.
- Bức họa một đấu sĩ bò tót mà Benjamin tặng Morgan được một họa sĩ vẽ bằng tay trên một tấm vải và phải mất tới 32 tiếng đồng hồ để hoàn thành.
- Carol đưa ra lời gợi ý cho Morgan về việc "đi mà không đi", tương tự với lời gợi ý mà Ezekiel đưa ra cho cô trong tập "The Well".
- Tập phim có sử dụng lại một số cảnh trong các tập phim trước đây của The Walking Dead như: "Days Gone Bye", "Clear", "Here's Not Here" và "The Well".

## Lỗi phim
- Sau khi Carol ra khỏi phòng của Morgan, những vệt máu trên áo và cổ của cô do giết xác sống trước đó đã biến mất. Tuy nhiên, khi Carol đứng lại để nghe Benjamin nói, góc quay được đưa lại cận mặt cô và những vết máu lại xuất hiện trở lại.